# Natasha Hastings
Natasha Monique Hastings (née le 23 juillet 1986 à New York) est une athlète américaine spécialiste du 400 mètres.

## Biographie
Elle se révèle durant la saison 2003 en remportant la médaille d'or des Championnats du monde jeunesse, compétition mettant aux prises les meilleurs athlètes de moins de dix-huit ans. L'année suivante, Natasha Hastings décroche deux titres lors des Championnats du monde juniors de Grosseto : sur 400 m avec le temps de 52 s 04, et au titre du relais 4 × 400 m en améliorant le record du monde junior de la discipline (3 min 27 s 60).
Étudiante à l'Université de Caroline du Sud, l'Américaine remporte les titres universitaires en salle et en plein air des Championnats NCAA 2007. Elle descend pour la première fois de sa carrière sous la barre des 50 secondes à l'occasion des Championnats des États-Unis d'Indianapolis. Elle classe deuxième du 400 m en 49 s 84 et obtient ainsi sa qualification pour les Championnats du monde. À Osaka, elle termine septième de sa demi-finale avec le temps de 51 s 45, et dispute par ailleurs le premier tour du relais 4 × 400 m
Lors des sélections olympiques américaines de 2008, Natasha Hastings termine cinquième de la finale du 400 m et obtient sa sélection dans l'équipe du relais. Lors des Jeux olympiques de Pékin, elle participe au premier tour du relais 4 × 400 m et permet aux États-Unis d'accéder au tour suivant. Non retenue pour la finale, elle assiste des tribunes à la victoire de ses coéquipières, mais reçoit néanmoins de la part de l'IAAF la médaille d'or en tant que remplaçante du relais.
Le 27 février 2011, lors des Championnats des États-Unis d'athlétisme en salle à Albuquerque, elle signe la MPMA en finale du 400 mètres avec 50 s 83.
Le 20 mars 2016, Hastings est sacrée championne du monde en salle avec ses coéquipières du relais 4 x 400 m lors des championnats du monde en salle de Portland en 3 min 26 s 38, devant la Pologne (3 min 31 s 15) et la Roumanie (3 min 31 s 31). Le 2 juillet, elle obtient sa qualification sur 400 m pour les Jeux olympiques de Rio en se classant 3e des sélections olympiques américaines en 50 s 17 derrière Allyson Felix (49 s 68) et Phyllis Francis (49 s 94).
Natasha Hastings est entrainée à Los Angeles par Bob Kersee.

## Palmarès

### International
| Date | Compétition                        | Lieu                               | Résultat | Discipline | Temps         |
| ---- | ---------------------------------- | ---------------------------------- | -------- | ---------- | ------------- |
| 2003 | Championnats panaméricains juniors | Bridgetown                         | 1re      | 4 x 400 m  | 3 min 34 s 08 |
| 2003 | Championnats du monde jeunesse     | Sherbrooke                         | 1re      | 400 m      | 53 s 41       |
| 2004 | Championnats du monde juniors      | Grosseto                           | 1re      | 400 m      | 52 s 04       |
| 2007 | Championnats du monde              | Osaka                              | 1re      | 4 × 400 m  | Remplaçante   |
| 2008 | Jeux olympiques                    | Pékin                              | 1re      | 4 × 400 m  | Remplaçante   |
| 2010 | Championnats du monde en salle     | Doha                               | 1re      | 4 × 400 m  |               |
| 2011 | Championnats du monde              | Daegu                              | 1re      | 4 × 400 m  | Remplaçante   |
| 2012 | Championnats du monde en salle     | Istanbul                           | 3e       | 400 m      | 51 s 82       |
| 2012 | Championnats du monde en salle     | Istanbul                           | 2e       | 4 × 400 m  |               |
| 2013 | Championnats du monde              | Moscou                             | 4e       | 400 m      | 50 s 30       |
| 2013 | Championnats du monde              | Moscou                             | 1re      | 4 × 400 m  | 3 min 20 s 41 |
| 2013 | Ligue de diamant                   | Ligue de diamant                   | 2e       | 400 m      | détails       |
| 2014 | Championnats du monde en salle     | Sopot                              | 1re      | 4 × 400 m  | 3 min 24 s 83 |
| 2014 | Relais mondiaux de l'IAAF          | Nassau                             | 1re      | 4 × 400 m  | 3 min 21 s 73 |
| 2015 | Relais mondiaux de l'IAAF          | Nassau                             | 1re      | 4 × 400 m  | 3 min 19 s 39 |
| 2015 | Championnats du monde              | Pékin                              | 2e       | 4 × 400 m  | 3 min 19 s 44 |
| 2016 | Circuit mondial en salle de l'IAAF | Circuit mondial en salle de l'IAAF | 2e       | 400 m      | détails       |
| 2016 | Championnats du monde en salle     | Portland                           | 1re      | 4 x 400 m  | 3 min 26 s 38 |
| 2016 | Jeux olympiques                    | Rio de Janeiro                     | 4e       | 400 m      | 50 s 34       |
| 2016 | Jeux olympiques                    | Rio de Janeiro                     | 1re      | 4 x 400 m  | 3 min 19 s 06 |
| 2016 | Ligue de diamant                   | Ligue de diamant                   | 2e       | 400 m      | détails       |
| 2017 | Relais mondiaux de l'IAAF          | Nassau                             | 1re      | 4 × 400 m  | 3 min 24 s 36 |
| 2017 | Championnats du monde              | Londres                            | 1re      | 4 x 400 m  | séries        |

### National
- Championnats des États-Unis :
  - Plein air : vainqueur du 400 m en 2013

## Records
| Épreuve | Épreuve      | Performance | Lieu         | Date            |
| ------- | ------------ | ----------- | ------------ | --------------- |
| 400 m   | En plein air | 49 s 84     | Indianapolis | 23 juin 2007    |
| 400 m   | En salle     | 50 s 80     | Fayetteville | 10 mars 2007    |
| 150 m   | En salle     | 17 s 39     | Glasgow      | 25 janvier 2014 |